# Víktor Doúsmanis
Pour les articles homonymes, voir Dousmanis.
Víktor Doúsmanis (grec moderne : Βίκτωρ Δούσμανης, 1861–1949) était un général grec.

## Biographie
Né à Corfou en 1861, il est le frère ainé de Sofoklís Doúsmanis et le petit-fils d'Antonio Dusmani (en). Il était lié aux familles princières et royales[réf. nécessaire] et sa famille était issue de l’Épire.
Il sort en 1883 de l'Académie militaire comme lieutenant du génie.
Devenu capitaine d'état-major pendant la Guerre gréco-turque (1897), il sert avec le prince Constantin, sous les ordres duquel il fait encore les Guerres balkaniques.
Début 1914, il est Chef d'état-major général mais quitte son poste à l'arrivée d'Elefthérios Venizélos comme Premier ministre. Il croit, comme le roi, à la victoire des puissances centrales et prône la neutralité de la Grèce. Il retrouve toutefois son poste en mai 1916. En juin 1917, avec l'entrée en guerre de la Grèce aux côtés des Alliés, il est déporté en Corse. De retour au pays en 1919, il est condamné à la prison à vie par une cour martiale pour haute trahison.
En novembre 1920, avec la chute de Venizélos, il retrouve son poste de Chef d'état-major général mais il tombe en disgrâce le  2 novembre 1922.
Il écrit ensuite des livres militaire et meurt en 1949.

## Écrits
- Γεωδαισία ("Géodesie")
- Στρατηγικαί τακτικαί οδηγίαι ("Instructions de stratégie")
- Ιστορία του πολέμου του 1913 ("Histoire de la guerre de 1913")
- Iστορία και Γεωγραφία της Θεσσαλίας ("Histoire et géographie de Thessalie")
- Η Εσωτερική Όψις της Μικρασιατικής Εκστρατείας ("Vue de la campagne d'Asie mineure depuis l'intérieur")